# 吴息凤
吴息凤（？—），華裔美國人，癌症流行病學家，其以發現癌症之病因的隊列研究聞名。2019年3月至今，吳息鳳為浙江大學公共衛生學院院長。她先前出任德州大學安德森癌症中心癌症預防貝蒂·B·馬庫斯主席，隨後因國立衛生研究院與聯邦調查局展開關乎她和中華人民共和國政府職業上聯繫的調查，她於2019年1月辭職。

## 生平
吳息鳳出生於中國江蘇金壇，家中世代行中醫。1984年，她從復旦大學上海醫學院獲得醫學博士（MD）學位，1987年再從浙江醫科大學（今浙江大學醫學院）獲取職業安全碩士學位，之後擔任浙江省醫學科學院研究員。
1989年，在一場會議認識的法國教授提供吳息鳳獎學金，她於是前往法国工业环境分析研究所，從事博士後研究。1991年，吳息鳳移居美國休士頓，與丈夫重逢，並獲頒獎學金，就讀德州大學公共衛生學院。
1994年，吳息鳳從德州大學休士頓醫學中心獲得流行病學哲學博士（PhD）學位。她的論文標題是《遺傳易感性、吸煙和木屑暴露對肺癌的影響：病例對照分析》，指導教授為瑪格麗特·施皮茨和喬治·德爾克洛斯。

## 職業生涯
吴息凤作為研究生期間，在德州大學安德森癌症中心任教，2011年升任流行病學主席，後任癌症預防貝蒂·B·馬庫斯主席、转化医学和公众健康基因组学中心主任。2014年，她榮登休士頓50位最有影響力的女性排行榜。
對於吴息凤與中華人民共和國政府的聯繫，聯邦調查局和國立衛生研究院展開了為期三個月的調查，吳息鳳於是在2019年1月辭去安德森癌症中心的職位。根據《彭博商業周刊》，川普政府推動反制中華人民共和國政府對美國研究的影響力，她的離職是其中一環；各華裔科學家是當局的調查對象，吳息鳳作為美國公民也不例外。在這次打擊行動中，安德森癌症中心就有4位華裔美國籍研究員（包括她）被迫離職；該中心先前鼓勵國際合作，與中國5所癌症中心締結「姐妹」關係。
2019年3月，獲得母校浙江大學委任為公共衛生學院院長。

## 貢獻
吴息凤以發現癌症病因及其防範措施的隊列研究聞名。她與工作同仁所作的各項研究顯示：
- 每天做15分鐘的適度運動，平均壽命可延長三年；[8][9]
- 食用高度熟肉可導致腎癌；[10]
- 高碳水化合物的飲食可導致非吸煙者罹患肺癌；[11][12]
- 高血壓、糖尿病等慢性病也可致癌。[13]